# Quero (Belluno)
Quero es una localidad italiana de la provincia de Belluno, región de Véneto , con 2.519 habitantes.

## Evolución demográfica
| Gráfica de evolución demográfica de Quero entre 1900 y 2006                             |
|                                                                                         |
| Fuente: Instituto Nacional de Estadística de España - Elaboración gráfica por Wikipedia |